# Майстрюк, Карп Лукьянович
Майстрюк Карп Лукьянович — участник Первой мировой и Гражданской войн. Командир 1-го Семиреченского красногвардейского полка.

## Биография
Происходил из украинских крестьян Семиреченской области. У казахов они имели прозвище «кукалы». Принято считать, что он родился в селе Гавриловка… Несмотря на известную зажиточность, семиреченские крестьяне-новосёлы в 1917 г., в большинстве своём, взяли сторону большевиков, поверив их несбыточным посулам.
В официальных советских биографиях о нём писали как о «бывшем солдате российской царской армии, сразу же вставшем на сторону большевиков». Из чего логически вытекало, что Карп Майстрюк был участником Первой мировой войны. Но уже здесь возникают определённые сомнения. Поскольку русские (включая «великороссов», «малороссов» и белорусов) уроженцы Туркестана в царскую армию не призывались. То есть одно из двух:
- Либо Майстрюк родился не в Копальском уезде, но был ребёнком привезён туда с Украины;
- Либо солдатом российской царской армии он не был.

Вероятнее, всё же, первое…

### Боевой путь 1-го Семиреченского красногвардейского полка
В 1917 году семиреченские крестьяне-новосёлы, в огромном большинстве своём, взяли сторону большевиков — наперекор государственно-правовой деятельности Семиреченского казачьего войска (СМКВ). В ноябре 1917 г., на съезде Советов Копальского уезда выступил с речью против недавно свергнутого Временного правительства «вернувшийся недавно с фронта Карп Майстрюк».
Из гавриловских крестьян сформировал в начале 1918 года красногвардейский отряд, сражавшийся на Северном Семиреченском фронте против дивизии атамана Анненкова. Отряд принимал активное участие в Черкасской обороне 1918—1919 гг.
В 1920 году его отряд был переформирован в 1-й Семиреченский полк и направлен в Ферганскую долину, затем — в пески под Бухарой: для борьбы с вооруженной оппозицией Советской власти (по терминологии тех лет, для борьбы «с басмачами»). После чего 1-й Семиреченский полк был переброшен на территорию бывшего Хивинского ханства, недавно оккупированного большевиками.
19 апреля 1921 года, в тяжелом бою, который полк вёл под Хивой, у крепости Безеркент, во время атаки, был смертельно ранен. Земляки-однополчане за тысячу километров привезли останки своего командира и похоронили на площади в центре Гавриловки. На памятнике сделали надпись: «Командиру 1-го Семиреченского красногвардейского полка Майстрюку Карпу Лукьяновичу и его боевым друзьям. Вечная слава борцам, павшим за власть Советов».

## Память о герое
Сейчас могила находится в черте ЦПКиО. Одна из улиц города Талдыкорган, носит имя К.Л. Майстрюка.
В советское время в городском краеведческом музее личности К. Л. Майстрюка выделялась большая экспозиция, включавшая фотопортрет героя, описание его боевого и жизненного пути, документы, книги, другие материалы. Но с распадом СССР и изменением государственной политики Казахстана экспозиция была ликвидирована, да и сам музей был преобразован в дом-музей Ильяса Джансугурова.
Комсомольская дружина одной из школ города (средняя школа им. А. С. Макаренко, ныне средняя школа № 6) также носила имя Карпа Майстрюка.